# Kněžice (okres Jihlava)
Kněžice (německy Knieschitz) jsou obec ležící v okrese Jihlava v Kraji Vysočina, mezi městy Třebíčí a Jihlavou. Žije zde přibližně 1 400 obyvatel. Nadmořská výška obce je 550 metrů nad mořem. Obec patří do správního obvodu obce s rozšířenou působností Jihlava. Obec se skládá ze čtyř původně samostatných obcí Brodců, Rychlova, Vísky a Kněžic. Území obce zcela obklopuje území Hrutova.
Sousedními obcemi sídla jsou Opatov, Brtnice, Heraltice, Zašovice, Hrutov, Radonín a Předín.

## Název
Název se vyvíjel od varianty Kenesicz (1222), Knesicz (1222), Kniezicz a Kniezicensi (1279), Kniezicz (1289), Knesicz (1307, 1361), Knyeschicz (1361), Knyezicz (1415, 1446), Kniezicze (1480), v Knieziczich (1481), Kniezicze (1528), Kniežicze (1590, 1678), Kniezitz (1718, 1720, 1751), Kniesitz a Kněžice (1846) až k podobám Kneschitz a Kněžice v roce 1872. Místní jméno pravděpodobně znamenalo ves lidí knězových, neboť vesnice měla vztah k želivskému klášteru. Možné je rovněž odvození z osobního jména Kněz, ke kterému byla přidána přípona -ice, a znamenalo ves lidí Knězových. Pojmenování je rodu ženského, čísla pomnožného a genitiv zní Kněžic.

## Historie
Nejstarší písemná zmínka o obci pochází z roku 1222.
Od roku 1869 sem přísluší Rychlov a Víska. V roce 1961 se místní částí Kněžic staly Brodce. K 1. lednu 2007 byla obec převedena z okresu Třebíč do okresu Jihlava. V dubnu 2017 proběhlo druhé kolo hlasování o novém znaku obce, znak by měl mít ve svém středu mušli. Dne 25. dubna 2018 bylo schváleno usnesením výboru pro vědu, vzdělání, kulturu, mládež a tělovýchovu udělení znaku a vlajky obce.

## Přírodní poměry
Kněžice leží v okrese Jihlava v Kraji Vysočina. Nachází se 4,5 km jižně od Brtnice, 15 km jižně od Jihlavy, 24 km severovýchodně od Telče, 15 východně od Třeště a 18 km severozápadně od Třebíče. Geomorfologicky je oblast součástí Česko-moravské subprovincie, konkrétně Křižanovské vrchoviny a jejího podcelku Brtnická vrchovina, v jehož rámci spadá pod geomorfologický okrsek Puklická pahorkatina. Průměrná nadmořská výška činí 537 metrů. Nejvyšší bod, Hliniště (656 m n. m.), leží jihovýchodně od obce. Liščí vrch (620 m n. m.) se nachází severozápadně od Kněžic, Skalky (620 m n. m.) západně a Pístovec (614 m n. m.) západně od obce). Obcí protéká řeka Brtnice, do které se zleva v Kněžicích vlévá Kněžický potok, jižně od Kněžic na Brtnici leží Kněžický rybník.

## Obyvatelstvo
Podle sčítání 1930 zde žilo v 178 domech 924 obyvatel. 899 obyvatel se hlásilo k československé národnosti a 20 k německé. Žilo zde 914 římských katolíků, 6 evangelíků a 1 příslušník Církve československé husitské.
| Rok            | 1869 | 1880 | 1890 | 1900 | 1910 | 1921 | 1930 | 1950 | 1961 | 1970 | 1980 | 1991 | 2001 | 2011 |
| Počet obyvatel | 1537 | 1587 | 1517 | 1423 | 1354 | 1372 | 1232 | 1174 | 1273 | 1244 | 1314 | 1398 | 1420 | 1410 |

## Obecní správa a politika

### Místní části, členství ve sdruženích
Obec je rozdělena na čtyři místní části (Brodce, Kněžice, Rychlov a Víska), a které leží na čtyřech katastrálních území (pojmenovaných „Brodce“, „Kněžice u Třebíče“, „Rychlov u Kněžic“ a „Víska u Kněžic“) a má pět základních sídelních jednotek – Brodce, U rybníka Strážov (na katastrálním území Brodce), Kněžice, Rychlov a Víska.
Kněžice jsou členem Svazku obcí mikroregionu Černé lesy a místní akční skupiny Podhorácko.

### Zastupitelstvo a starosta
Obec má patnáctičlenné zastupitelstvo, v čele pětičlenné rady stojí starosta Roman Diviš.
| Období    | Voliči | Účast v % | Mandáty | Výsledky                                                   | Starosta     |
| --------- | ------ | --------- | ------- | ---------------------------------------------------------- | ------------ |
| 2002–2006 | 1112   | 57,82     | 15      | 7 KDU-ČSL 4 SNK Kněžice 2002-2006 4 ODS                    | Josef Kalčík |
| 2006–2010 | 1163   | 54,26     | 15      | 6 KDU-ČSL 5 SNK Kněžice 4 ODS                              | Josef Kalčík |
| 2010–2014 | 1164   | 61,34     | 15      | 5 ODS 4 SNK pro Kněžice 4 KDU-ČSL 2 ČSSD                   | Roman Diviš  |
| 2014–2018 | 1137   | 60,25     | 15      | 6 ODS 4 KDU-ČSL 3 STAROSTOVÉ A NEZÁVISLÍ 2 SNK pro Kněžice | Roman Diviš  |

## Hospodářství a doprava
V obci sídlí firmy Doagris s.r.o., stavební firma Jaroslav Krupica, PILA PLAVEC, s.r.o., MIJAVE Glass, s.r.o., SORENTA s.r.o., truhlářství, firma na výrobu broušeného skla a ZVOZD Horácko, družstvo na zpracování masných výrobků. Služby poskytuje praktický a dětský lékař. Obcí prochází silnice II. třídy č. 402 ze Stonařova, dále pak komunikace III. třídy č. 4025 do Brtnice a č. 4026 do Opatova. Dopravní obslužnost zajišťují dopravci ICOM transport a TRADO-BUS. Autobusy jezdí ve směrech Jihlava, Předín, Želetava, Třebíč, Třešť, Štěměchy, Okříšky, Hrutov a Brtnice.

## Školství, kultura a sport
Základní škola a mateřská škola Kněžice je příspěvková organizace, kterou zřizuje obec Kněžice. Mateřská škola má kapacitu 78 dětí, základní škola pak 300 žáků. Ve školním roce 2013/2014 školu navštěvovalo 119 dětí. Škola má devět ročníků v sedmi třídách. Školku v roce 2013/2014 navštěvovalo 56 dětí.
Sídlí zde knihovna. Základní organizace Českého svazu ochránců přírody Kněžice vznikla v roce 1988. Obecně prospěšná společnost Chaloupky vznikla v roce 1991 a zabývá se ekologickým vzděláváním. Sbor dobrovolných hasičů Kněžice měl v roce 2008 108 členů, sbor vznikl v roce 1878.
Tělocvičná jednota Sokol Kněžice se věnuje jak rozvíjení všestrannosti (kondiční cvičení, aerobic, florbal, zumba, turistika a cvičení rodičů s dětmi), tak výkonnostním sportům (šachy, lyžování, lední hokej a fotbal. Fotbalový tým A hraje v sezoně 2014/2015 I. B třídu mužů skupina B Kraje Vysočina a družstvo B IV. třídu mužů, skupina A v okrese Jihlava. Součástí fotbalového oddílu jsou i družstva pro děti, dorost, ženy a starou gardu. Orel jednota Kněžice měla v roce 2014 110 členů a je zařazena do Kubišovy župy, zaměřuje se na běh, florbal, stolní tenis, volejbal, nohejbal, badminton, tenis, cyklistiku a posilování.

## Pamětihodnosti
- Kostel sv. Jakuba staršího – Nejstarší románská část pochází ze stejné hutě jako bazilika sv. Prokopa v Třebíči. Ve 14. století zbourána románská apsida a postaven gotický presbitář. Původní věž byla dřevěná a součástí střechy. 1838 byla přistavěná nová kamenná věž. Kostel byl v průběhu staletí několikrát přestavován.
- Původně lovecký zámeček brtnických Valdštejnů – V 17. století přebudovaný Collalty. Do současné podoby byl přestavěn v roce 1836. V 19. století byl obýván správci statku. V současné době zde sídlí Obecní úřad Kněžice.
- V okolí Kněžic se nachází několik smírčích křížů. Smírčí motiv nese i chráněná kamenná památka – pieta v Brodcích
- Další lovecký zámeček byl postaven italským rodem Collalto v 17. stol. přestavbou původní lesovny v místě zvaném Chaloupky, poblíž Nové Brtnice, ale dnes na katastru obce Kněžice. V zámečku dnes sídlí středisko pro vzdělávání a výchovu v přírodě – Chaloupky.
- V kněžickém zámku se nachází Muzeum živé a neživé přírody.

## Osobnosti
- Jaroslav Kožešník (1907–1985), profesor a fyzik
- Jaroslav Plavec (1914–1985), voják
- Bohumír Salát (1920–1943), oběť druhé světové války